# Haltet die Welt an
Haltet die Welt an ist ein deutscher Fernsehfilm aus dem Jahr 2010. Er basiert auf dem autobiographischen Roman Und trotzdem lebe ich weiter – Mein Leben ohne Felix von Anja Wille, deren Sohn 2004 von Marc Hoffmann ermordet wurde. Der Film wurde produziert von Ziegler Film im Auftrag von ARD Degeto. Gedreht wurde der Film vom 13. Februar 2009 bis 12. März 2009 im niedersächsischen Bad Bederkesa. Die Erstausstrahlung erfolgte am 2. April 2010 auf ARD.

## Handlung
Katja Winzer ist eine bodenständige Frau und Mutter. Sie arbeitet als Krankengymnastin und lebt mit ihrem 8-jährigen Sohn Tobias und ihrem Lebensgefährten Jürgen Behrendt, der arbeitslos und psychisch labil ist, in einem ehemaligen Bauernhof nahe Bremerhaven.
Als Tobias eines Abends vom Spielen nicht nach Hause kommt und Rundrufe im gesamten Freundeskreis ergebnislos bleiben, schaltet Katja die Polizei ein. Hauptkommissar Roman Maartens, der gerade dabei ist, mit seiner Familie in das neu gebaute Eigenheim umzuziehen, muss seinen Urlaub abbrechen. Nur er hat in seinem Kollegium die entsprechende psychologische Ausbildung, bei einem solchen Fall die Familienangehörigen zu betreuen. Während sich das Leben von Katja, bestehend aus Warten, Bangen und Hoffen, langsam aber sicher in einen wahren Albtraum verwandelt, steht ihr Roman, im Gegensatz zu dem immer häufiger alkoholisierten Jürgen, fest zu Seite.
Die schreckliche Vorstellung, dass Tobias Opfer eines Gewaltverbrechens geworden sein könnte, wird nach einer der größten Suchaktionen in der Bundesrepublik zur grausigen Gewissheit. Die Leiche des Jungen wird gefunden. Ein kurz zuvor wegen Mordes an einem zehnjährigen Mädchen verhafteter Mann gesteht – auf Druck von Roman Maartens hin – auch Tobias Winzer auf dem Gewissen zu haben.
Katja sieht in ihrem Leben keinen Sinn mehr. Roman ist mehr als gefordert, sie von dem für sie einzigen Ausweg, dem Freitod, abzuhalten. Es gelingt ihm, doch es bleibt offen, ob Katja jemals wieder ein lebenswertes Leben führen kann.

## Hintergrund und Produktion

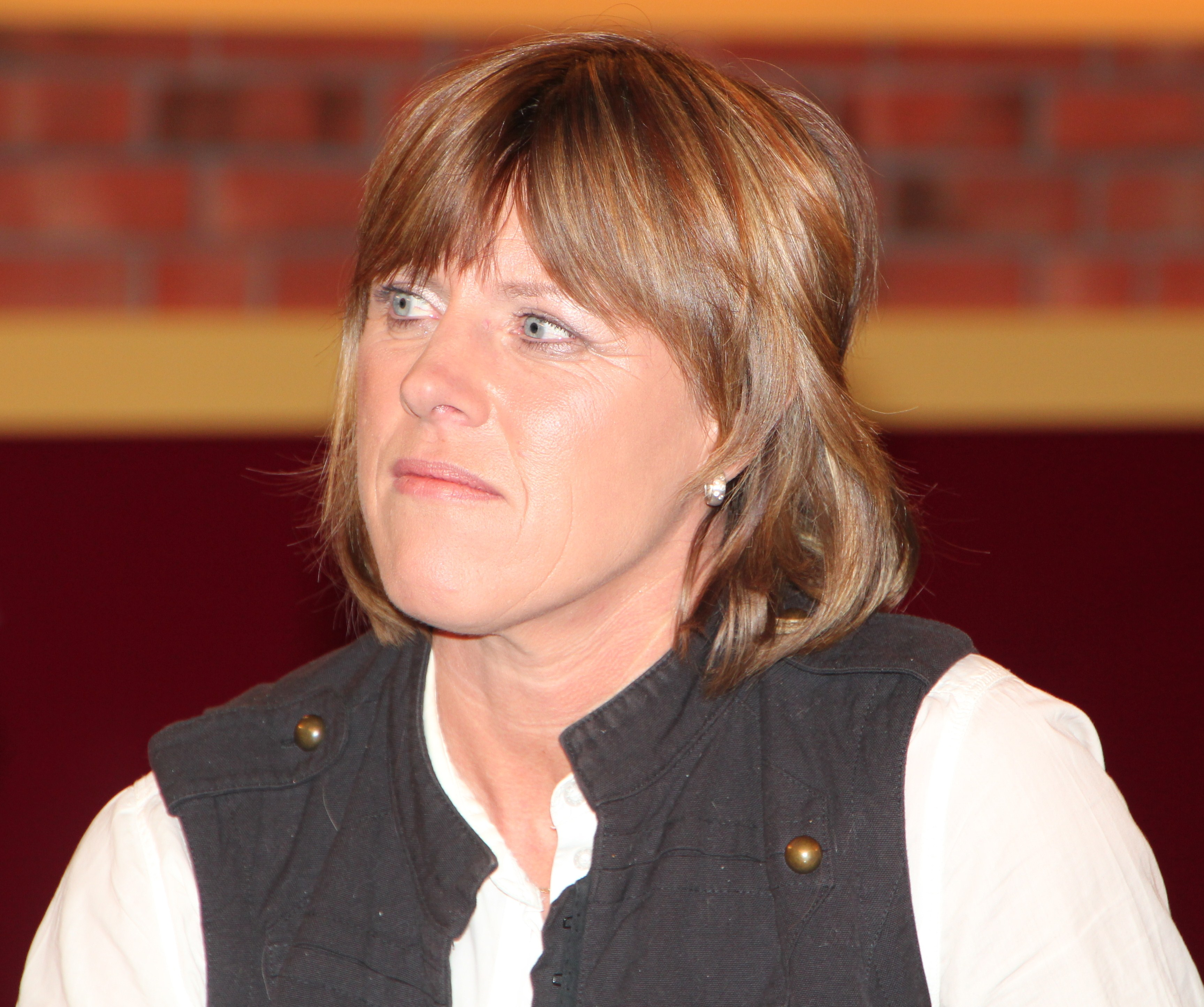
Anja Wille, Autorin von Und trotzdem lebe ich weiter – Mein Leben ohne Felix

Der Film basiert auf dem Fall des achtjährigen Felix, der am 30. Oktober 2004 spurlos verschwand und eine der größten Suchaktionen, die es je in Deutschland gab, auslöste. Er wurde nach 70 Tagen sexuell missbraucht und ermordet aufgefunden. Die Ängste, Verzweiflung und Selbstmordgedanken, aber auch die Unterstützung und Hoffnung hat die Mutter Anja Wille in ihrem Buch festgehalten, das 2007 veröffentlicht wurde.
Haltet die Welt an ist auch ein Titel der deutschen Band Glashaus, der in Willes Buch vorkommt und die Verzweiflung über den Verlust eines geliebten Menschen zum Thema hat.

## Kritik
„Sensibles und einfühlsam inszeniertes psychologisches Drama nach einer wahren Begebenheit von 2004, dem der autobiografische Bericht der leidgeprüften Mutter zu Grunde liegt. Der Film konzentriert sich ganz auf die seelische Belastung der Mutter, der es kaum gelingt, den traumatischen Verlust zu verarbeiten.“

„Griesmayrs Film zeichnet sich vor allem durch seine Schonungslosigkeit aus. Das zermürbende Warten zu Beginn, als Tobias nicht heimkehrt; die Suche mit Hunderten von Helfern; die wachsende Gewissheit der Polizei, dass für den Jungen jede Hilfe zu spät kommt; der trotzige Widerspruch der Mutter, die das Schicksal nicht wahrhaben will: All das schildern Buch und Regie schmerzhaft realitätsnah.“